# Paradis express
Pour les articles homonymes, voir Knockin' on Heaven's Door (homonymie).
Pour plus de détails, voir Fiche technique et Distribution.
Paradis express (Knockin' on Heaven's Door) est un film allemand réalisé par Thomas Jahn et sorti en 1997,. Son titre original vient de la chanson Knockin' on Heaven's Door de Bob Dylan, qui fait partie de la bande originale.
C'est l'histoire de deux patients, Martin et Rudi, qui se rencontrent à l'hôpital et apprennent qu'ils sont atteints d'une maladie incurable. Martin se rend ensuite compte que Rudi n'a jamais vu la mer.

## Synopsis
Martin et Rudi apprennent le même jour qu'ils sont atteints de maladie incurable. Martin a une tumeur au cerveau, le médecin lui annonce qu'il ne lui reste que quelques jours à vivre. Ils se retrouvent alors tous les deux dans la même chambre de l'hôpital. Découvrant une bouteille de tequila, ils se rendent à la cuisine pour la boire avec du citron et du sel. À cette occasion, Martin se rend compte que Rudi n'a jamais vu la mer. Ils décident alors d'aller la voir. Soûls, ils descendent au parking et volent une voiture. La voiture appartient à un truand, qui l'a confié à deux de ses employés pour la conduire à son propre chef.
Ils s'arrête en route pour prendre de l'essence, et n'ayant pas d'argent pour payer, un quiproquo amène Rudi à braquer la station essence avec un pistolet trouvé dans la boite à gants. Ils vont ensuite acheter des costumes, mais le manque d'argent pousse Rudi à braquer une banque. Les costumes achetés, ils se remettent en route. Lorsqu'ils regardent dans le coffre de la voiture, ils découvrent une mallette qui contient une très grosse somme d'argent en liquide. Ils prennent alors une suite dans un hôtel.
Pendant ce temps, le truand charge ses hommes de main de retrouver la voiture. Puisque Rudi est recherché par la police, ils écoutent leur fréquence pour suivre l'évolution des recherches. Ils arrivent à remettre la main sur la voiture de leur chef. La police intervient dans l'hôtel, mais Rudi fait mine de prendre Martin en otage. Ils arrivent ainsi à s'échapper discrètement avec une voiture de la police. Lorsqu'elle tombe en panne, ils réquisitionnent la voiture d'un automobiliste. Lorsque Rudi fait une crise et les médicaments viennent à manquer, c'est au tour de Martin de braquer une pharmacie pour obtenir les médicaments refusés en premier lieu par le pharmacien, puisqu'ils nécessitent une prescriptions. La police retrouve ainsi la trace de Rudi, et de nombreuses voitures de patrouille les poursuivent. En plein campagne, Rudi et Martin sont obligés de s'arrêter : les truands maintenant à la recherche de la valise font un barrage. Les policiers arrivent peu après, et une fusillade est déclenchée. Les deux hommes arrivent à nouveau à prendre la fuite.
Ils réalisent alors chacun un désir qui leur est cher : Rudi achète une Cadillac à sa mère fan d'Elvis Presley, comme le chanteur avait fait, et Martin se rend dans un bordel pour coucher avec deux femmes en même temps. Dans ce bordel se trouve le truand qui cherche sa valise et ses hommes de mains. Apprenant qu'ils ont dépensé tout l'argent, le truand s'apprête à les tuer, mais son propre chef apparait, et au courant de l'histoire des deux hommes par la presse ainsi que de leur état, il les laisse repartir. Ils se rendent alors sur une plage et s'asseyent face à la mer. Martin tombe sur le côté peu après, probablement mort.

## Fiche technique
- Titre original : Knockin' on Heaven's Door
- Réalisation : Thomas Jahn
- Scénario : Thomas Jahn et Til Schweiger, d'après une histoire de Thomas Jahn
- Musique : Franz Plasa et le duo Selig (Christian Neander et Jan Plewka)
- Photographie : Gero Steffen
- Montage : Alexander Berner
- Décors : Monika Bauert
- Costumes : Heike Weber
- Production : André Hennicke, Til Schweiger et Tom Zickler
- Sociétés de production : Buena Vista International Film Production, Mr. Brown Entertainment
- Société de distribution : Buena Vista International
- Pays d'origine :  Allemagne
- Langues originales : allemand et anglais
- Durée : 86 minutes
- Dates de sortie :
  - Allemagne : 20 février 1997
  - France : 14 octobre 1998

## Distribution
- Til Schweiger : Martin Brest
- Jan Josef Liefers (VF : Patrick Mancini) : Rudi Wurlitzer
- Thierry Van Werveke : Henk
- Leonard Lansink : le commissaire Schneider
- Moritz Bleibtreu : Abdoul
- Rutger Hauer : Curtiz
- Hannes Jaenicke : le motard de la police

## Récompenses
- Deutscher Filmpreis 1997 : meilleur acteur dans un second rôle pour Moritz Bleibtreu
- Prix Ernst Lubitsch (de) 1998 pour Moritz Bleibtreu
- Goldene Kamera 1998 : meilleur acteur pour Til Schweiger

## Nominations et sélections
- Festival international du film de Chicago 1997 : compétition pour le Gold Hugo dans la sélection des nouveaux réalisateurs
- Deutscher Filmpreis 1997 : meilleur film